# آفتابگردان (سرده)

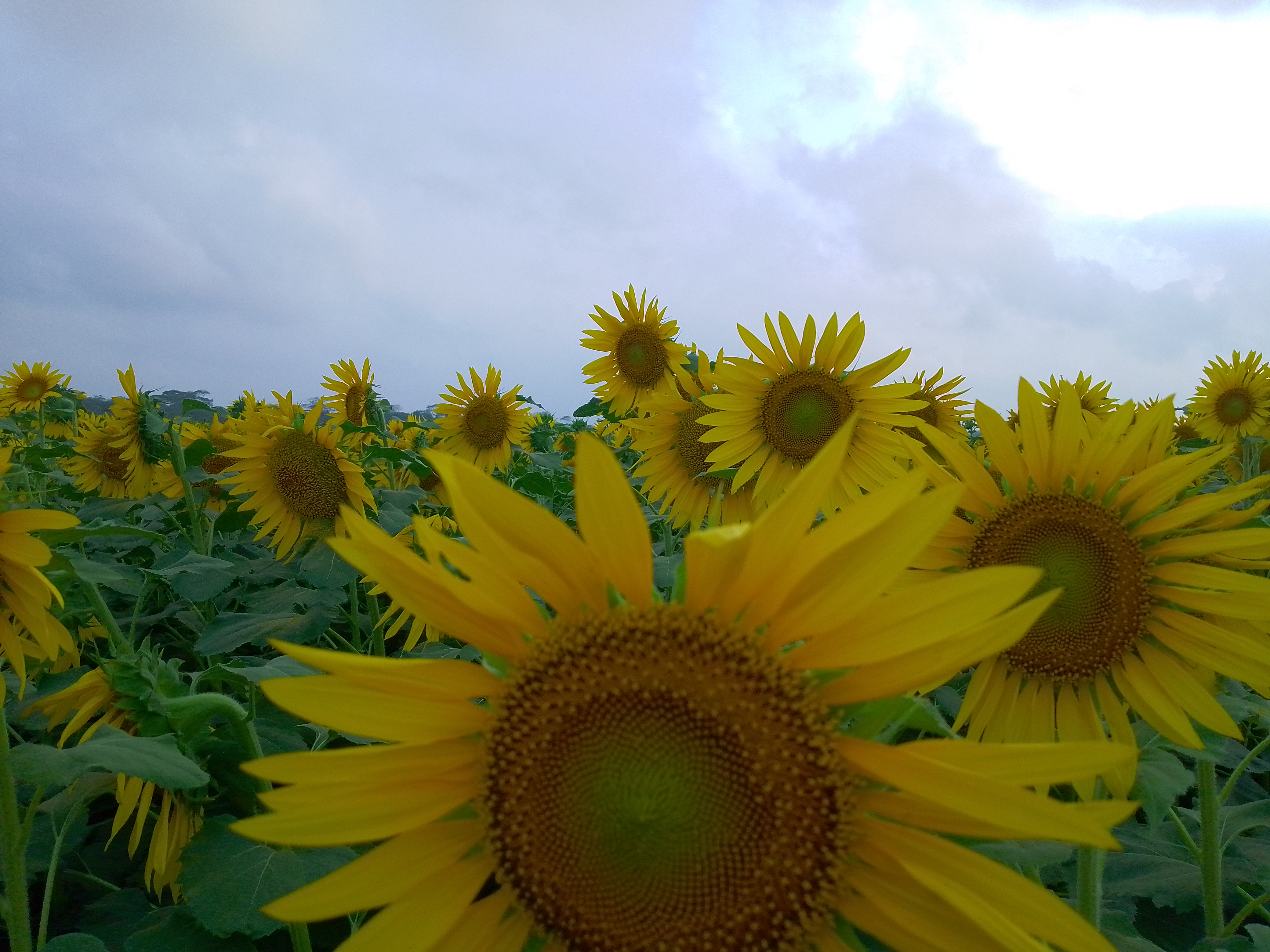
مزرعه ی افتاب گردان

آفتابگردان (نام علمی: Helianthus) نام یک سرده از زیرخانواده کاسنیان آستروئیده است. این سرده شامل ۷۰ گونه می‌باشد. همه گونه‌های سرده آفتابگردان بومی آمریکای شمالی هستند که از این میان ۳ گونه مستثنی بوده که این ۳ گونه بومی آمریکای جنوبی می‌باشند. محبوب‌ترین گونه این سرده، گل مشهور گل آفتابگردان می‌باشد. گل آفتابگردان و دیگر گونه‌های این سرده به ویژه گونه سیب‌زمینی ترش استفاده غذایی و زینتی دارند. گیاهان سرده آفتابگردان یک‌ساله هستند و ارتفاعی از ۵۰ تا ۳۹۰ سانتی‌متر دارند.